# Roque Bermejo
Roque Bermejo es una entidad de población perteneciente administrativamente al distrito de Anaga del municipio de Santa Cruz de Tenerife, en la isla de Tenerife —Canarias, España—.
Se trata de un pequeño caserío costero del macizo de Anaga que, aunque no cuenta con población permanente, es lugar de segunda residencia de vecinos de Punta de Anaga o San Andrés.
En sus proximidades se encuentran el Faro de Anaga y las pequeñas playas del Muelle y de Roque Bermejo.

## Toponimia
El caserío toma su nombre del Roque Bermejo, formación geológica ubicada en su costa.

## Características
Está situado junto a la desembocadura de los barrancos de Roque Bermejo y de La Quebrada, en el extremo más oriental del macizo de Anaga y de la isla de Tenerife. Ubicado a una altitud media de 37 m s. n. m., se encuentra a unos 35 kilómetros de la capital municipal.
Cuenta con un embarcadero, tres ventas y una pequeña ermita dedicada a la Virgen de Candelaria.
En su paisaje destaca la elevación rocosa conocida como Roque Bermejo o Corcovado, que da nombre al caserío.

## Historia
La familia Ossuna fue la propietaria de la hacienda del lugar, conocida como Hacienda de Anaga, hasta mediados del siglo xx en que la cedieron al Obispado de Tenerife.
La ermita de Roque Bermejo fue construida en 1934.
En 1994 pasa a estar incluido íntegramente en el espacio natural protegido del parque rural de Anaga.

## Comunicaciones
Únicamente se puede llegar al caserío a pie por caminos o en barco.

### Caminos
Por Roque Bermejo pasa uno de los caminos homologados en la Red de Senderos de Tenerife:
- Sendero PR-TF 6 Circular Chamorga - Las Palmas - El Draguillo.[6]